# سیان راجرز
سیان راجرز (انگلیسی: Sian Rogers؛ زادهٔ ۲۸ ژوئن ۱۹۹۸) بازیکن فوتبال اهل انگلستان است که در پست دروازه‌بان برای چارلتون اتلتیک در لیگ قهرمانی باشگاه‌های زنان انگلستان بازی می‌کند.
وی همچنین در تیم‌های ملی فوتبال زیر ۱۶ سال زنان انگلستان, زیر ۱۷ سال زنان انگلستان, زیر ۱۹ سال زنان انگلستان، و زیر ۲۰ سال زنان انگلستان بازی کرده است.